# 聖盧西亞 (馬拉尼昂州)
4°4′8″S 45°41′24″W / 4.06889°S 45.69000°W

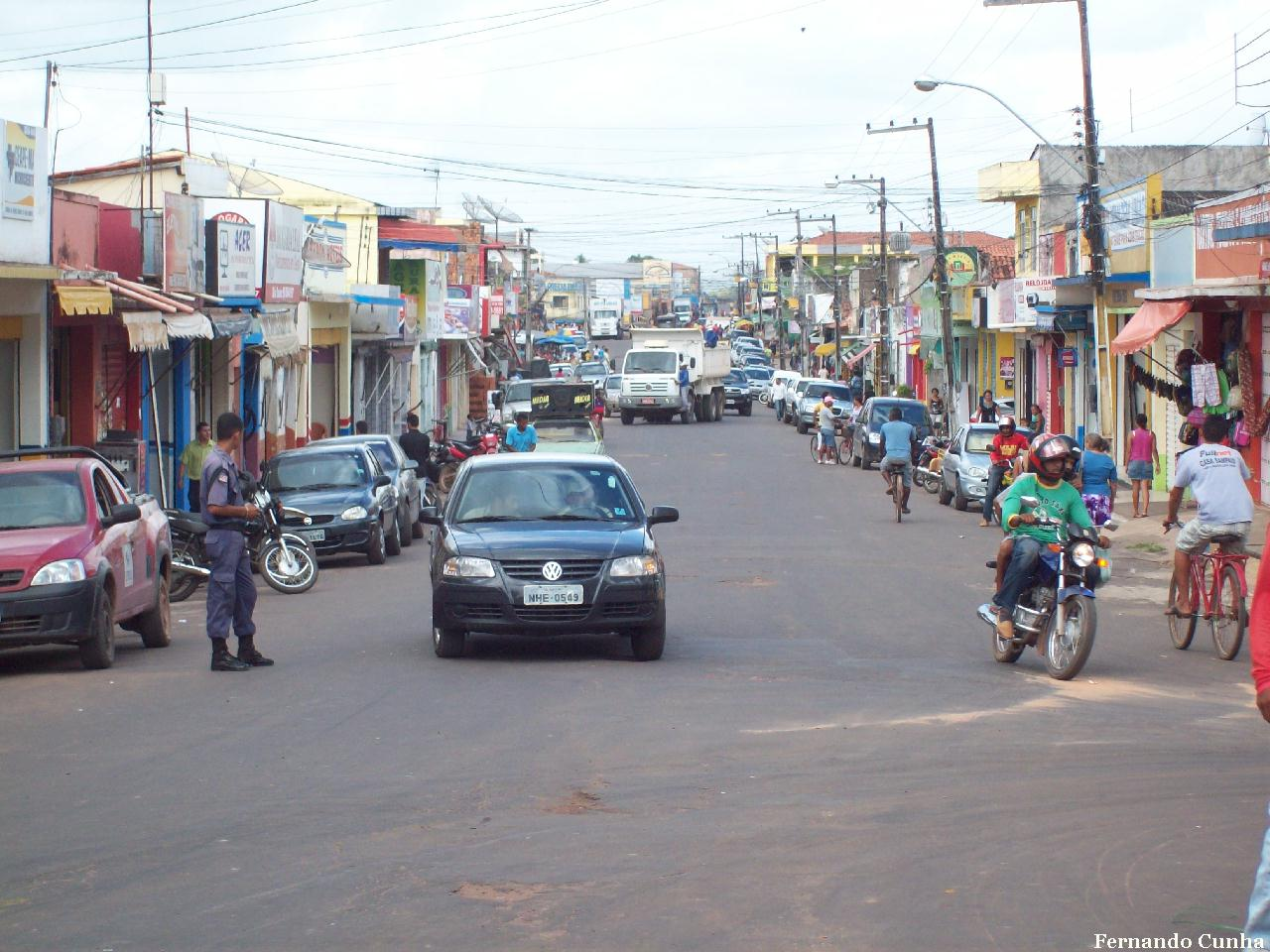
聖盧西亞

聖盧西亞（葡萄牙語：Santa Luzia），是巴西的城鎮，位於該國東北部，由馬拉尼昂州負責管轄，始建於1961年3月26日，面積5,463平方公里，海拔高度60米，2010年人口74,043，人口密度每平方公里13.55人。